# Calliptamus cicatricosus
Calliptamus cicatricosus är en insektsart som beskrevs av Bolívar, I. 1889. Calliptamus cicatricosus ingår i släktet Calliptamus och familjen gräshoppor. Inga underarter finns listade i Catalogue of Life.